# 奥津基
奥津基（羅馬化：Ozinki）是俄罗斯萨拉托夫州的市级镇，为该州奥津基区行政中心及规模最大聚居地。地处萨拉托夫州东部，位于伏尔加河流域卡梅利克河一支流大恰雷克拉河畔，在州府萨拉托夫东偏南方，靠近俄罗斯与哈萨克斯坦的国界。镇内设有同名铁路车站。
该地2022年人口有7,671人；2010年人口9,249；2002年人口9,806；1989年人口13,129。